# Usurbil
Usurbil en basque  (prononcer « Ouchourbil » ou Usúrbil en espagnol) est une commune du Guipuscoa dans la communauté autonome du Pays basque en Espagne.
La commune fait partie de l'Eurocité basque Bayonne - San Sebastian.

## Étymologie
L'étymologie la plus populaire fait dériver le nom d'Usúrbil d'utilisation urbil, qu'elle veut dire en basque près de palombes.
Ses habitants sont appelés usurbildarrak, gentilé qui vient du basque et qui est commun aux hommes et aux femmes.

## Localités limitrophes
Usúrbil est limité au nord et nord-est par Saint-Sébastien et plus concrètement avec ses quartiers Igueldo et d'Añorga, à l'est elle est située en face de Lasarte-Oria, Zubieta se trouve au sud-est, étant donné que ce quartier de Saint-Sébastien qui à son tour possède une enclave d'Usúrbil. Au sud elle est limitée par la commune de Cizúrquil et à l'ouest par celles de Aia et Orio. La capitale de la comarque et de la province, Saint-Sébastien, est distante de 11 km. Les localités les plus proches d'Usúrbil sont Lasarte-Oria, 2 km et Orio, à 10 km.

## Quartiers
- Le noyau urbain du village, appelé Elizalde, Kaxkoa, Kaleberri ou simplement Usurbil. Il concentre la plus grande partie de la population de la commune et a structure urbaine.
- Aginaga : c'est le quartier de tradition angulera d'Usúrbil, situé dans la route d'Usurbil à Orio. Il a paroisse propre et historiquement a constitué un quartier avec une grande autonomie en ce qui concerne le reste de la ville. Il a quelque 450 habitants.
- Atxegalde : quartier situé à côté de la route nationale à la sortie d'Usurbil Aginaga. Il a autour de 500 habitants.
- Txikierdi : petit quartier formé par quelques maisons qui est près de Lasarte-Oria. Il est actuellement entouré de pavillons industriels et on trouve ici aussi le Centre Commercial Urbil.
- Kalezar : quartier proche au noyau urbain. Formé par une longue rue sur une petite colline qui domine la vallée de la rivière Oria. Il correspond à la situation de ville médiévale. Son nom signifie la vieille rue en basque. Il a quelque 650 habitants.
- San Esteban (ou Urdaiaga) : situé sur la rive gauche. Son nom traditionnel est celui d'Urdaiaga mais il est davantage connu par le nom de son ermitage. Il a 175 habitants.
- Santu-Enea : situé sur la rive gauche de la rivière Oria. Il a un peu plus de 500 habitants.
- Zubieta : c'est un quartier partagé par les communes de Saint-Sébastien et d'Usúrbil. Zubieta se trouve sur la rive gauche de la rivière Oria et est une enclave de Saint-Sébastien entre Usúrbil et Lasarte-Oria qui à son tour possède des enclaves dans son territoire qui appartiennent à Usúrbil. Dans ces enclaves vivent un peu moins de 200 habitants. Le quartier est administré par une assemblée vicinale patronnée par les deux mairies auxquelles il appartient.

## Histoire
Les traces de présence humaine les plus anciennes de la commune se trouvent sur la montagne Andatza, qui est comporte une quantité de  tumulus et  menhirs qui datent du Néolithique.
On croit que ce qu'est actuellement Usúrbil a anciennement appartenu à la juridiction de la vallée de Hernani, qui était étendue entre les rivières Urumea et Oria et qui incluait également la population non encore créé de Saint-Sébastien.
Apparemment le plus ancien noyau de population de la commune se trouverait sur la rive gauche de la rivière Oria et il correspondrait avec l'actuel quartier d'Urdayaga (Urdaiaga en basque), davantage connu comme San Esteban. Dans un document de débuts du XIIIe siècle on mentionne le Monasterio de San Esteban, aujourd'hui disparu, mais sur lui est construit l'actuel  ermitage de San Esteban. Avec le  monastère apparaît au XIVe siècle la maison-tour d'Urdayaga (Urdaiaga en basque) qui donne aussi son nom au quartier et est arrivée avec des modifications jusqu'à nos jours, transformée aujourd'hui en  ferme.
Pendant le XIIe siècle une importante donation de terrain situé à Usúrbil s'est probablement produite pour le monastère de Roncesvalles en Navarre. Ces terrains ont été maintenus entre les mains de ce monastère jusqu'au désamortissement de Mendizábal en 1836, sans qu'ils soient exploités de manière intensive. Des montagnes connues comme Irisasi et situé dans les environs de l'Andatza constituaient une des forêts des mieux conservées de Gipuzkoa. Depuis lors ils ont souffert d'une exploitation intensive, mais est encore une zone boisée étendue.
Vers 1180 les rois navarrais Sanche le Sage  a inclus tout Usúrbil et la plupart de Zubieta dans les limites territoriales de la ville de Saint-Sébastien. Usúrbil est devenu une collation ou une paroisse (San Salvador) dépendante de la ville donostiarra.
La population était alors dispersée dans les fermes, les noyaux habités d'Urdayaga et Aguinaga existant déjà. L'église paroissiale se trouvait dans la situation actuelle et dans leurs contiguïtés les habitants de la collation se réunissaient. Une lignée, celle des Achega, contrôlait une bonne partie de la vie locale. Les Achega avaient leur maison-tour située avec un Gué stratégique qui permettait de traverser la rivière Oria et dont le passage était contrôlé. Ils avaient aussi établi leur patronage sur la paroisse qui ne se trouvait pas trop loin de sa maison-tour.
Cette situation a été maintenue jusqu'à 1371 quand le roi castillan Henri II a accordé aux habitants de la paroisse de San Salvador l'autorisation pour former et peupler la nouvelle ville encerclée d'un rempart, avec le nom de Belmonte d'Usúrbil, indépendant à tous les effets de la juridiction de Saint-Sébastien, dont la juridiction adopterait. La nouvelle ville, a été construite sur une petite colline assez éloignée du cours de la rivière Oria et à une certaine distance de l'église paroissiale. Cette situation, a priori quelque peu illogique, poursuivait d'éloigner dans la mesure du possible de l'influence des Achega. L'église paroissiale est restée en terre de personne, à mi-distance entre la maison-tour des Achega et de la ville. La juridiction de la ville a atteint les limites de la paroisse de San Salvador, bien que durant ses premières années a souffert des ajustements. Orio a à l'origine appartenu à Usúrbil jusqu'à ce qu'en 1379, il ait été constitué à son tour en Villa tandis que les quartiers situés sur la rive gauche de l'Oria comme Urdayaga n'ont pas été intégrés à la ville au début.
Le quartier de Zubieta mérite une mention distincte, dont les habitants ont dû décider s'ils continuaient à appartenir à Saint-Sébastien ou s'ils seraient intégrés à nouvelle ville d'Usúrbil. Le vote a divisé la population, 14 fermes ont maintenu les fidèles à Saint-Sébastien et 7 ont choisi de passer à Usúrbil. La configuration administrative particulière du quartier, qui est divisé entre Saint-Sébastien et Usúrbil remonte par conséquent à la fin du XIVe siècle.
Le plan urbain de Belmonte d'Usúrbil était très simple. Il était formés par deux rues, trois cantons perpendiculaires et 4 vestibules d'entrée. La ville était entourée d'une clôture. Cette ville médiévale (Belmonte d'Usúrbil) correspond à l'actuel quartier de Kalezar.
En 1486 il s'est produit un incendie qui a complètement rasé Belmonte. D'autre part la principale raison d'être de la situation de Belmonte a disparu avec la menace des Achega pour la fin de ce siècle. Au XVIe siècle la prépondérance de Belmonte dans l'ensemble de la ville a commencé à se ressentir. Les autres quartiers (Aguinaga, Urdayaga, Zubieta et Elizalde) se sont interrogés sur les privilèges que montrait Belmonte, comme l'interdiction d'établir des boucheries hors de la ville emmurée. Les procès ont été nombreux entre Aguinaga et la ville.
De manière parallèle à la décadence du noyau original de la ville, on a développé un nouveau quartier qui finira en étant le cœur du village. Le quartier d'Elizalde (signifiant du côté de l'église en basque) est apparu comme un ensemble de quelques maisons autour de l'église paroissiale et du chemin qui passait avec elle. La croissance naturelle d'Elizalde et les procès entre Belmonte et Aguinaga ont été propices finalement, en 1672 au transfert de la maison du conseil au nouveau quartier, la population d'Elizalde étant déjà comparable à celle de Belmonte à la fin du XVIIe siècle.
D'autres noms avec lesquels est connu ce quartier sont Kaleberri (la rue nouvelle) en opposition au noyau médiéval plus ancien qui à cette époque a cessé d'être appelé Belmonte et sera plus connue comme Kalezar (la vieille rue), ou bien Kaxkoa (le casque) en devenant le nouveau casque du village.
En 1826 Usúrbil a formé avec les localités voisines d'Orio et de Cizúrquil (Zizurkil en basque) l'Unión d'Andatzabea pour pouvoir se payer un représentant commun devant les Juntas Generales de Guipuzcoa .

## Démographie
| 1900  | 1910  | 1920  | 1930  | 1940  | 1950  | 1960  | 1970  | 1981  | 1991  | 2000  | 2005  |
| ----- | ----- | ----- | ----- | ----- | ----- | ----- | ----- | ----- | ----- | ----- | ----- |
| 2.988 | 3.161 | 3.476 | 3.394 | 3.514 | 4.013 | 4.041 | 4.489 | 4.916 | 5.308 | 5.305 | 5.669 |

La croissance de population de la commune a été lente, puisque tout au long du XXe siècle elle n'est pas parvenue à arriver à doubler sa population. Entre 1960 et 1980, c'est la période où s'est produite une plus grande augmentation de population dans la comarque, effet du baby boom et de l'immigration massive de travailleurs d'autres régions de l'Espagne, la population n'est pas arrivée à augmenter de 1 000 habitants. De ceci, il peut être déduit que l'immigration a eu une influence relativement peu importante dans la population de la commune, ce qui est complété par d'autres données qui signalent dans la même direction, comme le vote majoritairement nationaliste (entre 70 % et 80 %) ou l'important pourcentage de population bascophone (plus de 70 %).
Pendant les années 90, une stagnation de la population s'est produite, qui a été légèrement récupérée durant ces dernières années avec la construction de nouveaux logements qui ont attiré de nouvelles populations des communes avoisinantes.

## Patrimoine

### Patrimoine civil
- Palais de Sarobe.
- Palais d'Achega (Atxega).
- Mur de céramique de 16x9 mètres du peintre Zumeta qui se trouve derrière le fronton.
- Gare dolménica d'Andatza I et Andatza II.
- Caserío Artzabal[6]
- Caserío Ibarrola Haundi[7]
- Caserío Gaztañaga [8]
- Caserío Arrillaga Haundi[8]

### Patrimoine religieux
- Église Parroquial de San Salvador.
- Ermitage de San Esteban.

## Personnalités liées à la commune
- Toribio Ayerza (1815-1884) : cardiologue et cofondateur de la Croix-Rouge Argentine.
- Sotero Lizarazu : cycliste.
- Miguel Lizarazu : cycliste.
- Francisco Expósito : cycliste.
- José Luis Zumeta (1939) : peintre.
- José Antonio Artze (1939) : écrivain et musicien qui revitalisa la txalaparta.
- Xabier Mikel Errekondo (1964) : ex-joueur de basket-ball et actuel maire.
- Xabier Carbayeda (1966) : cycliste.
- Haimar Zubeldia (1977) : cycliste.
- Joseba Zubeldia (1979) : cycliste.
- Andoni Iraola (1982): footballeur.
- Imanol Agirretxe (1987) : footballeur.

### Sources
- (es) Cet article est partiellement ou en totalité issu de l’article de Wikipédia en espagnol intitulé « Usúrbil » (voir la liste des auteurs).